# Scuderia AlphaTauri
Scuderia AlphaTauri (скорочено — AlphaTauri) — колишня команда Формули-1. Була однією з двох команд Формули-1, що належали австрійській компанії з виробництва напоїв Red Bull, інша — Red Bull Racing. Команда була створена шляхом перейменування команди Торо Россо на «AlphaTauri» з метою просування модного бренду AlphaTauri. За словами Франца Тоста та Гельмута Марко, Скудерія АльфаТаурі стала вже не молодіжною, а сестринською командою Red Bull Racing. На сезон 2024 року команда змінила назву на РБ.

## Походження
У вересні 2019 року Toro Rosso оголосили про намір змінити свою назву для чемпіонату 2020 року. 1 грудня 2019 року було оголошено, що команда обрала «AlphaTauri» своїм новим псевдонімом для просування однойменного модного бренду материнської компанії Red Bull. Таким чином, вони стали Scuderia AlphaTauri і припинили використовувати назву Scuderia Toro Rosso після 14 років виступів. Участь команди у Формулі-1 можна простежити з сезону 1985 року, коли вони вперше виступили як Minardi. З сезону 2006 року команда належить Red Bull GmbH.

## Історія виступів в Формулі-1

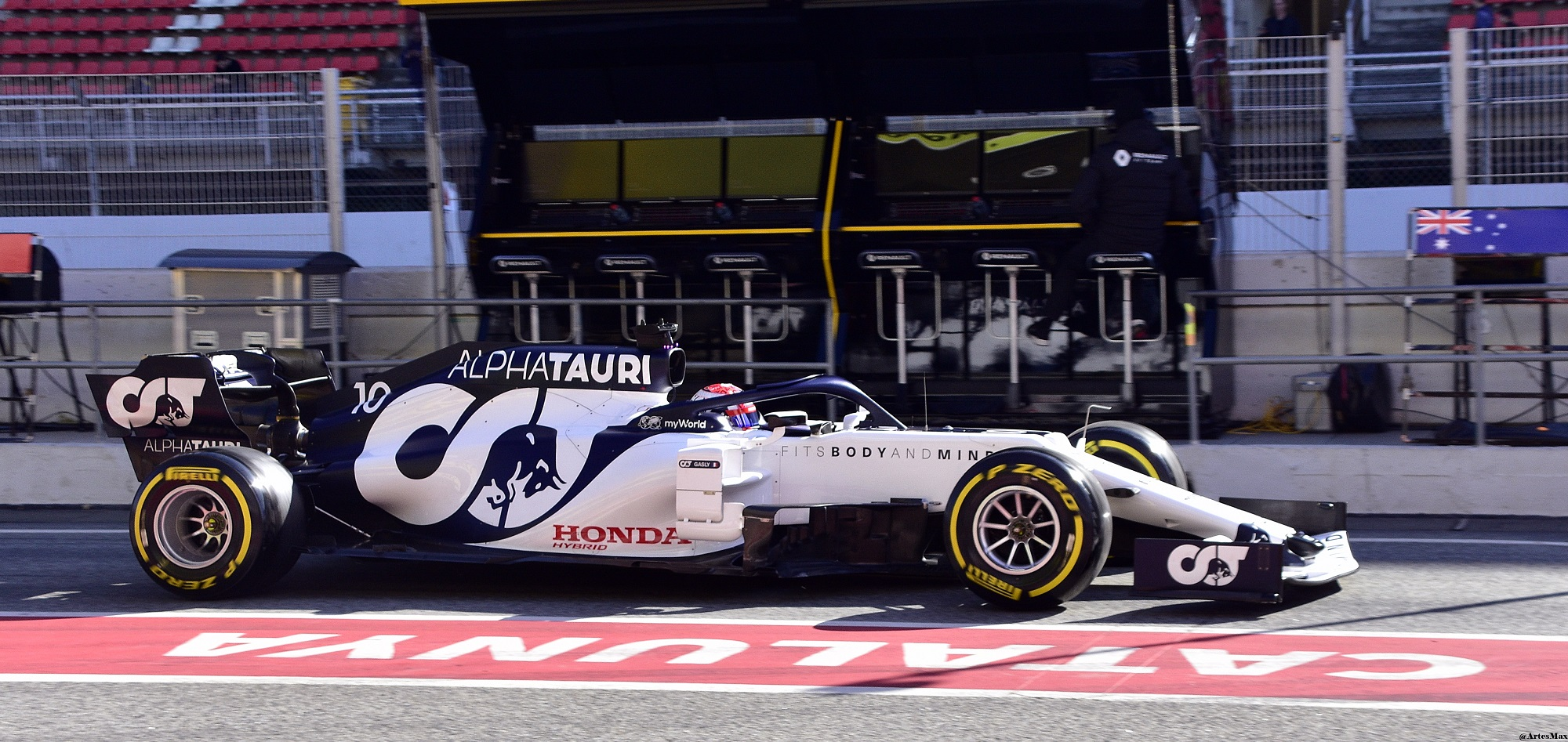
Болід AlphaTauri AT01 на передсезонних тестах у Барселоні

### 2020
У дебютному для команди році, пілотами стали Данило Квят та П'єр Гаслі, які до цього виступали за Торо Россо. Команда також залишилася з двигуном Honda, будучи партнером команди з сезону 2018 року. На Гран-прі Італії П'єр Гаслі здобув для команди перший подіум і перемогу. Це також стало першою перемогою для Гаслі і першою перемогою для гонщика з Франції з Гран-прі Монако 1996 року, перемогу на якому здобув Олів'є Паніс. AlphaTauri завершила рік на 7-му місці зі 107 очками, 75 у Гаслі та 32 у Квята.

### 2021
У 2021 році АльфаТаурі зберегла Гаслі та підписала японського пілота Юкі Цуноду як заміну Квяту. На Гран-прі Азербайджану Гаслі піднявся на подіум посівши третє місце. Гаслі також закріпив це, зайнявши 4-е місце на Гран-прі Нідерландів та Мехіко. Найкращим результатом Цуноди стало 4 місце на Гран-прі Абу-Дабі.

### 2022
Обидва пілоти були збережені на сезон 2022 року. AlphaTauri використовуватиме двигуни Honda під брендом Red Bull у зв'язку з виходом Honda з Формули-1 наприкінці сезону 2021 року і поглинанням Red Bull програми двигунів Honda.

### 2023
У сезоні 2023 року Юкі Цунода залишився в команді, а його новим напарником став Нік де Вріс. Гаслі перейшов до Alpine після п’яти сезонів з AlphaTauri та Toro Rosso.
Наприкінці квітня команда оголосила, що директор команди Франц Тост залишить свою посаду наприкінці сезону та буде замінений спортивним директором Ferrari Лораном Мекісом у невизначену дату. Пізніше Гельмут Марко повідомив, що Пітер Баєр, генеральний секретар FIA, який покидає свою посаду, приєднається до команди в 2024 році. Марко також сказав, що команда отримає нових спонсорів і буде перейменована у 2024 році.
Напередодні Гран-прі Угорщини де Вріс був звільнений з команди, а Данієль Ріккардо замінив його на правах оренди з Red Bull Racing до кінця сезону. Ріккардо отримав перелом п'ясткової кістки лівої руки в аварії під час другої практики Гран-прі Нідерландів. Після цього резервний пілот команди Ліам Ловсон замінив Ріккардо для подальшої участі в Гран-прі. Ловсон продовжив виступи за команду до повернення Ріккардо на Гран-прі США.

## Результати виступів
| Сезон    | Шасі | Двигун                       | Шини | Пілоти           | 1    | 2   | 3    | 4    | 5    | 6   | 7   | 8    | 9    | 10   | 11  | 12   | 13   | 14   | 15   | 16  | 17   | 18   | 19  | 20   | 21  | 22  | Очки | Місце |
| -------- | ---- | ---------------------------- | ---- | ---------------- | ---- | --- | ---- | ---- | ---- | --- | --- | ---- | ---- | ---- | --- | ---- | ---- | ---- | ---- | --- | ---- | ---- | --- | ---- | --- | --- | ---- | ----- |
| 2020     | AT01 | Honda RA620H 1.6 V6 t        | P    |                  | АВТ  | ШТИ | УГО  | ВЕЛ  | 70   | ІСП | БЕЛ | ІТА  | ТОС  | РОС  | АЙФ | ПОР  | ЕМІ  | ТУР  | БАХ  | САХ | АБУ  |      |     |      |     |     | 107  | 7     |
| 2020     | AT01 | Honda RA620H 1.6 V6 t        | P    | П'єр Гаслі       | 7    | 15  | Схід | 7    | 11   | 9   | 8   | 1    | Схід | 9    | 6   | 5    | Схід | 13   | 6    | 11  | 8    |      |     |      |     |     | 107  | 7     |
| 2020     | AT01 | Honda RA620H 1.6 V6 t        | P    | Данило Квят      | 12   | 10  | 12   | Схід | 10   | 12  | 11  | 9    | 7    | 8    | 15  | 19   | 4    | 12   | 11   | 7   | 11   |      |     |      |     |     | 107  | 7     |
| 2021     | AT02 | Honda RA621H 1.6 V6 t        | P    |                  | БАХ  | ЕМІ | ПОР  | ІСП  | МОН  | АЗЕ | ФРА | ШТИ  | АВТ  | ВЕЛ  | УГО | БЕЛ  | НІД  | ІТА  | РОС  | ТУР | США  | МЕХ  | САП | КАТ  | САУ | АБУ | 142  | 6     |
| 2021     | AT02 | Honda RA621H 1.6 V6 t        | P    | П'єр Гаслі       | 17   | 7   | 10   | 10   | 6    | 3   | 7   | Схід | 9    | 11   | 5   | 6‡   | 4    | Схід | 13   | 6   | Схід | 4    | 7   | 11   | 6   | 5   | 142  | 6     |
| 2021     | AT02 | Honda RA621H 1.6 V6 t        | P    | Юкі Цунода       | 9    | 12  | 15   | Схід | 16   | 7   | 13  | 10   | 12   | 10   | 6   | 15   | Схід | НС   | 17   | 14  | 9    | Схід | 15  | 13   | 14  | 4   | 142  | 6     |
| 2022     | AT03 | Red Bull RBPTH001 1.6 V6 t   | P    |                  | БАХ  | САУ | АВС  | ЕМІ  | МАЯ  | ІСП | МОН | АЗЕ  | КАН  | ВЕЛ  | АВТ | ФРА  | УГО  | БЕЛ  | НІД  | ІТА | СІН  | ЯПО  | США | МЕХ  | САП | АБУ | 35   | 9     |
| 2022     | AT03 | Red Bull RBPTH001 1.6 V6 t   | P    | П'єр Гаслі       | Схід | 8   | 9    | 12   | Схід | 13  | 11  | 5    | 14   | Схід | 15  | 12   | 12   | 9    | 11   | 8   | 10   | 18   | 14  | 11   | 14  | 14  | 35   | 9     |
| 2022     | AT03 | Red Bull RBPTH001 1.6 V6 t   | P    | Юкі Цунода       | 8    | НС  | 15   | 7    | 12   | 10  | 17  | 13   | Схід | 14   | 16  | Схід | 19   | 13   | Схід | 14  | Схід | 13   | 10  | Схід | 17  | 11  | 35   | 9     |
| 2023     | AT04 | Honda RBPT RBPTH001 1.6 V6 t | P    |                  | БАХ  | САУ | АВС  | АЗЕ  | МАЯ  | МОН | ІСП | КАН  | АВТ  | ВЕЛ  | УГО | БЕЛ  | НІД  | ІТА  | СІН  | ЯПО | КАТ  | США  | МЕХ | САП  | ЛВГ | АБУ | 25   | 8     |
| 2023     | AT04 | Honda RBPT RBPTH001 1.6 V6 t | P    | Юкі Цунода       | 11   | 11  | 10   | 10   | 11   | 15  | 12  | 14   | 19   | 16   | 15  | 10   | 15   | НС   | Схід | 12  | 15   | 8    | 12  | 96   | 18† | 8   | 25   | 8     |
| 2023     | AT04 | Honda RBPT RBPTH001 1.6 V6 t | P    | Нік де Вріс      | 14   | 14  | 15†  | Схід | 18   | 12  | 14  | 18   | 17   | 17   |     |      |      |      |      |     |      |      |     |      |     |     | 25   | 8     |
| 2023     | AT04 | Honda RBPT RBPTH001 1.6 V6 t | P    | Данієль Ріккардо |      |     |      |      |      |     |     |      |      |      | 13  | 16   | Т    |      |      |     |      | 15   | 7   | 13   | 14  | 11  | 25   | 8     |
| 2023     | AT04 | Honda RBPT RBPTH001 1.6 V6 t | P    | Ліам Ловсон      |      |     |      |      |      |     |     |      |      |      |     |      | 13   | 11   | 9    | 11  | 17   |      |     |      |     |     | 25   | 8     |
| Джерело: |      |                              |      |                  |      |     |      |      |      |     |     |      |      |      |     |      |      |      |      |     |      |      |     |      |     |     |      |       |

Примітки
- † – Пілоти, що не фінішували на Гран-прі, але були класифіковані, оскільки подолали понад 90 % дистанції.
- ‡ – Зараховано половину очок через те, що перегони склали менше 75 % запланованої дистанції.